# Odoardo Luchini
Odoardo Luchini (Radicofani, 11 giugno 1844 – Firenze, 17 gennaio 1906) è stato un giurista e politico italiano.

## Biografia
Nasce l'11 giugno del 1844, a Radicofani. Figlio di Clementina Brugi e di Ranieri Luchini.
Consegue la laurea in giurisprudenza presso l'Università di Pisa. Nel 1866 prende parte alla Terza guerra d'indipendenza,. Tornato alla vita civile esercita la professione forense a Firenze nel ramo civile. Sposa Isabella Andreucci, con la quale ha una figlia Matilde Luchini (1871-1948), che sarà pittrice appartenente al gruppo dei Macchiaioli, allieva di Filadelfo Simi e di Cesare Ciani.
Partecipa alla definizione del progetto didattico e alla fondazione dell'Istituto Cesare Alfieri dove insegnerà diritto amministrativo, un ruolo che manterrà fino alla sua scomparsa.
È membro della Camera dei deputati per sei legislature. Inizia come deputato di Montepulciano, poi di Siena, quindi di Montalcino; dal 1900 ottiene il titolo di senatore a vita. La sua attività politica è caratterizzata da un forte dinamismo; promuove vari progetti di legge,  pronuncia importanti discorsi, è membro di più commissioni. Viene coinvolto anche nella redazione del Codice penale italiano del 1889. 
Scrive monografie giuridiche e politiche, affrontando temi quali i diritti delle donne, la formazione della classe dirigente in Italia, le istituzioni pubbliche di beneficenza. Collabora a quotidiani come La Nazione.
Muore il 17 gennaio del 1906 a Firenze.

## Il problema dei diritti delle donne
Attento ai cambiamenti della società civile e alla necessità di adattamento della legislazione alle nuove esigenze sociali, affronta il problema rappresentato della parità dei diritti tra uomini e donne, scrivendo un saggio, nel 1877, intitolato  Il problema dei diritti delle donne: specialmente in Inghilterra e in America.  Analizza le ragioni storiche, politiche, giuridiche, economiche e morali che rendono difficile raggiungere l'uguaglianza di genere. Si propone di far conoscere anche in Italia il dibattito anglo-americano sul tema, come punto di partenza per iniziare a costruire un nuovo status per le donne nella società italiana. La sua posizione è lontana dal riconoscere una piena uguaglianza di genere. Si limita a mettere in luce le contraddizioni interne all'ordinamento giuridico italiano e propone modifiche in modo da armonizzare la legge alle nuove esigenze della società.
L'analisi parte dalla storia. La questione della posizione civile della donna è un dilemma con il quale tutte le civiltà si sono confrontate, senza riuscire a dare una risposta adeguata.
L'Inghilterra è vista come "il focolaio dell'agitazione europea per l'emancipazione delle donne
Nei codici civili la disciplina della posizione della donna è marcata da forti contraddizioni. Il Codice civile italiano del 1865 proclama l'eguaglianza civile, facendo eccezione per le donne sposate, che in, virtù dell'unità famigliare, deve essere subordinata al marito capo della famiglia. Lo stesso codice proibisce alla donna di esercitare la patria potestà e di testimoniare negli atti civili.
La soluzione non è il raggiungimento dell'uguaglianza né la subordinazione della donna rispetto all'uomo. Non potendo votare direttamente le donne con i requisiti di censo necessari potrebbero avvalersi dell'istituto della rappresentanza, delegando l'esercizio del voto a un uomo libero, tuttavia, di fare la scelta ritenuta migliore.
È convinto che, per natura, nelle donne prevalgano le facoltà passive dello spirito, mancando di "genio di iniziativa" ed essendo inadatte alla vita pubblica.
Nel codice civile dovrebbe essere riconosciuta l'uguaglianza. Nel campo del lavoro le donne devono essere libere di esercitare ogni professione con l'esclusione di quelle di natura pubblica. Propone la riduzione delle sanzioni penali data la minore capacità di intendere e di volere caratteristica del sesso femminile.

## Discorso all'inaugurazione della Scuola di scienze sociali
All'inaugurazione dell'Istituto Cesare Alfieri, il 21 novembre del 1975 tiene - con Carlo Alfieri di Sostegno, preside della scuola - un discorso riguardante i principi fondativi della scuola. La sua idea di scienza sociale è fondata sul metodo empirico di stampo darwiniano. Invoca concetti come l'idea di progresso e di miglioramento continuo del paese. La classe dirigente deve maturare specifiche competenze ottenute con lo studio delle scienze politiche. L'insegnamento deve mettere al centro il concetto di libertà come valore portante dell'ordinamento statale. Il modello del gentleman inglese ovvero un tipo di aristocrazia senza privilegi, in grado di bilanciare il potere della monarchia, è il paradigma al quale la scuola.

## Il bosco Isabella
È tuttora ricordato a Radicofani per il bosco Isabella, un giardino frutto della sua passione per la botanica, ricco di piante provenienti da ogni parte del mondo. La famiglia Luchini ha voluto ricreare nel giardino una sorta di percorso iniziatico ed esoterico. Si trovano, infatti, molti elementi che richiamano l'iconografia massonica: la piramide a base triangolare al centro del giardino, la giara interrata prima del piazzale, usata per le abluzioni nei riti massonici, che ricorda il catino del Tempio di Salomone, i due grandi massi disposti all'inizio del sentiero che porta alla piramide che rappresentano le due colonne del tempio salomonico, la siepe di bosso a forma di cerchio evoca l’occhio che sovrintende ogni cosa. Oggi il giardino è un parco pubblico in seguito all'acquisto da parte del comune di Radicofani nel 1983.

## Opere
- Odoardo Luchini, Lo Stato e l’esercizio delle strade ferrate, Firenze, Le Monnier, 1876.
- Odoardo Luchini, Perché la legislazione ebraica non poté ammettere la facoltà di testare: introduzione storica alla interpretazione di alcuni testi talmudici, Firenze, Tipografia Niccolai, 1880.
- Odoardo Luchini, Nella causa per violazione del diritto di patronato tra Quaratesi e Caverni, Firenze, Tipografia Luigi Niccolai, 1872.
- Odoardo Luchini, Il problema dei diritti della donna specialmente in Inghilterra e in America, Firenze, Sansoni, 1877.
- Odoardo Luchini, Carlo Rosselli e Mario Pegna, Le istituzioni pubbliche di beneficenza nella legislazione italiana: esame nelle fonti, nella dottrina, nella giurisprudenza e nella pratica, della legge 17 luglio 1890, dei regolamenti per la sua attenzione, e delle leggi e regolamenti attinenti alla pubblica beneficenza, con una introduzione sopra La giustizia e la beneficenza nel presente momento storico e nel socialismo contemporaneo, Firenze, G.Barbera, 1894.
- Odoardo Luchini, Una pagina di storia fiorentina contemporanea, Luigi Niccolai, 1898.
- Odoardo Luchini, Le ultime fasi della giurisprudenza e della dottrina in materia di monopoli per l’illuminazione e sull’interpretazione della legislazione del 1894-95 sulle condutture elettriche, Firenze, Tipografia Luigi Niccolai, 1900.